# (995) Sternberga
(995) Sternberga est un astéroïde de la ceinture principale découvert le 8 juin 1923 par l'astronome russe Sergueï Beljawsky. Sa désignation provisoire était 1923 NP.
L’astéroïde a été nommé d’après l’astronome russe Pavel Shternberg (en).